# Магомедов Джамалутдін Махмудович
Джамалутдін Махмудович Магомедов (1908, село Куппа Даргинського округу Дагестанської області, тепер Левашинського району Дагестану, Російська Федерація — 1982, місто Москва) — радянський діяч, голова Ради народних комісарів Дагестанської АРСР, міністр сільського господарства Дагестанської АРСР. Депутат Верховної Ради Російської РФСР 1-го скликання. Депутат Верховної Ради СРСР 1-го і 4-го скликань.

## Біографія
Народився в селянській родині.
У вісімнадцятирічному віці вступив до комсомолу, через рік організував в рідному селі Куппа комсомольський осередок і очолив його. Обирався членом Даргинського окружного комітету ЛКСМ. Через рік був слухачем Дагестанської школи радянського і партійного будівництва в Дербенті, а після закінчення школи — завідувачем відділу агітації і пропаганди Даргинського окружного комітету ВЛКСМ. До 1930 року — секретар Даргинського окружного комітету ВЛКСМ.
Член ВКП(б) з 1930 року.
З жовтня 1930 по 1935 рік служив у Червоній армії. Пройшов шлях від бійця до політичного керівника полкової школи, дислокованої в місті Орджонікідзе. Обирався секретарем партійної організації полкової школи. Під час автомобільної катастрофи отримав серйозне каліцтво, втратив одне око. За станом здоров'я був звільнений в запас.
У 1935—1936 роках — інструктор Акушинського районного комітету ВКП(б) Дагестанської АРСР.
У 1936—1937 роках — 1-й секретар Акушинського районного комітету ВКП(б) Дагестанської АРСР.
З березня по вересень 1937 року — 1-й секретар Коркмаскалинського районного комітету ВКП(б) Дагестанської АРСР.
У вересні 1937 року — завідувач відділу керівних партійних органів Дагестанського обласного комітету ВКП(б).
У вересні 1937 — березні 1940 року — в.о. голови, голова Ради народних комісарів Дагестанської АРСР.
У 1940 році закінчив Всесоюзну академію Державної планової комісії при РМ СРСР.
У березні — червні 1941 року — заступник народного комісара місцевої промисловості Дагестанської АРСР.
У червні 1941 — лютому 1942 року — народний комісар місцевої промисловості Дагестанської АРСР.
У лютому 1942 — січні 1946 року — народний комісар землеробства Дагестанської АРСР.
У січні 1946 — 1948 року — 1-й секретар Кайтагського районного комітету ВКП(б) Дагестанської АРСР.
У 1948—1950 роках — завідувач відділу партійних, профспілкових, комсомольських органів Дагестанського обласного комітету ВКП(б).
У 1950—1952 роках — міністр сільського господарства Дагестанської АРСР.
У 1952 — квітні 1953 року — 1-й секретар Ізбербашського окружного комітету КПРС Дагестанської АРСР.
У 1953—1954 роках — міністр сільського господарства Дагестанської АРСР.
У липні 1954 — 1973 року — начальник Управління автомобільного транспорту і шосейних доріг при Раді міністрів Дагестанської АРСР.
З 1973 року — на пенсії.

## Нагороди
- два ордени Леніна
- орден Жовтневої Революції
- орден Трудового Червоного Прапора
- орден «Знак пошани»
- орден Червоної Зірки
- медалі
- Почесна грамота Президії Верховної Ради РРФСР
- Почесна грамота Президії Верховної Ради Дагестанської АРСР
- Заслужений будівельник Дагестанської АРСР